# Drina-Marsch
Der Marsch auf die Drina (serbisch Марш на Дрину Marš na Drinu) ist ein Lied aus Serbien, das im Ersten Weltkrieg entstand. Der Komponist war Stanislav Binički (1872–1942).

## Geschichte
Vom 16. August bis zum 19. August 1914 fand am bosnischen Grenzfluss Drina die sogenannte Schlacht von Cer statt. Die serbische Armee konnte diese für sich entscheiden. Der Sieg der Serben über die zahlenmäßig überlegenen österreichisch-ungarischen Gegner war der erste Sieg der Alliierten über die Mittelmächte im Ersten Weltkrieg.
Zu Ehren der Gefallenen komponierte Stanislav Binički den „Marsch auf die Drina“, ein Lied, das zu einem Symbol der Tapferkeit der Serben während des Ersten Weltkriegs wurde. Er widmete den Marsch Oberst Milivoje Stojanović, der in der Schlacht von Cer gekämpft hatte und der einige Monate später in einer anderen Schlacht fiel.

## Rezeption
Ein serbischer Liedtext wurde 1964 durch den Journalisten und Dichter Miloje Popović anlässlich des 50. Jahrestages der Schlacht von Cer verfasst. 
Das Stück war in den sechziger und siebziger Jahren sehr populär und wurde von Musikern innerhalb und außerhalb Jugoslawiens mehrmals neu interpretiert, unter anderem 1966 von Cliff Richard und 1988 von James Last. 
Der Vorschlag im Verfassungs-Referendum von 1992, den Drina-Marsch zur offiziellen Nationalhymne Serbiens zu machen, scheiterte an dem nicht erreichten Quorum.
Das Lied wird mitunter von Anhängern unterschiedlicher serbischer Nationalmannschaften während Sportereignissen gesungen.